# Gymnasium Wanne

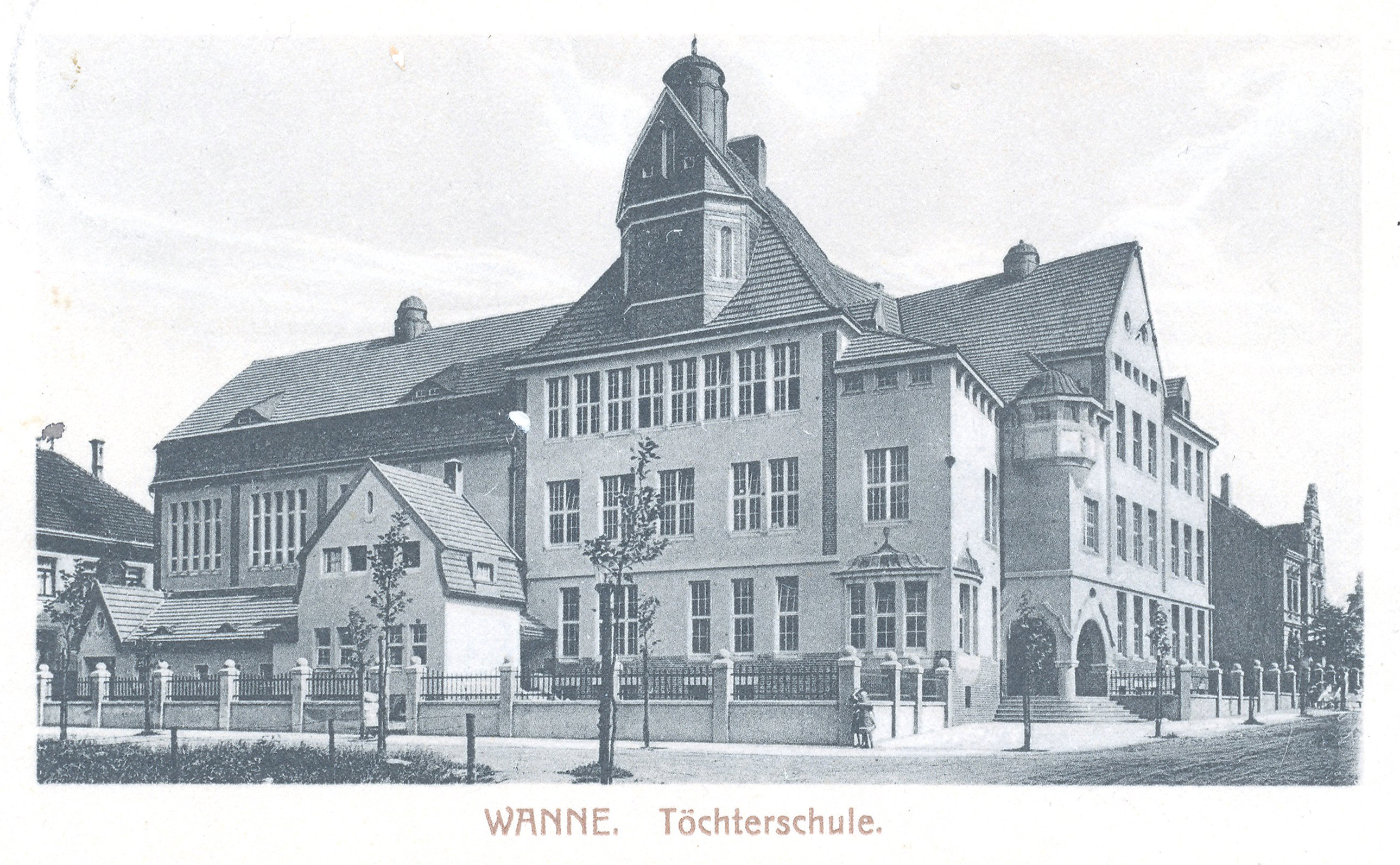
Töchterschule Wanne (1912)

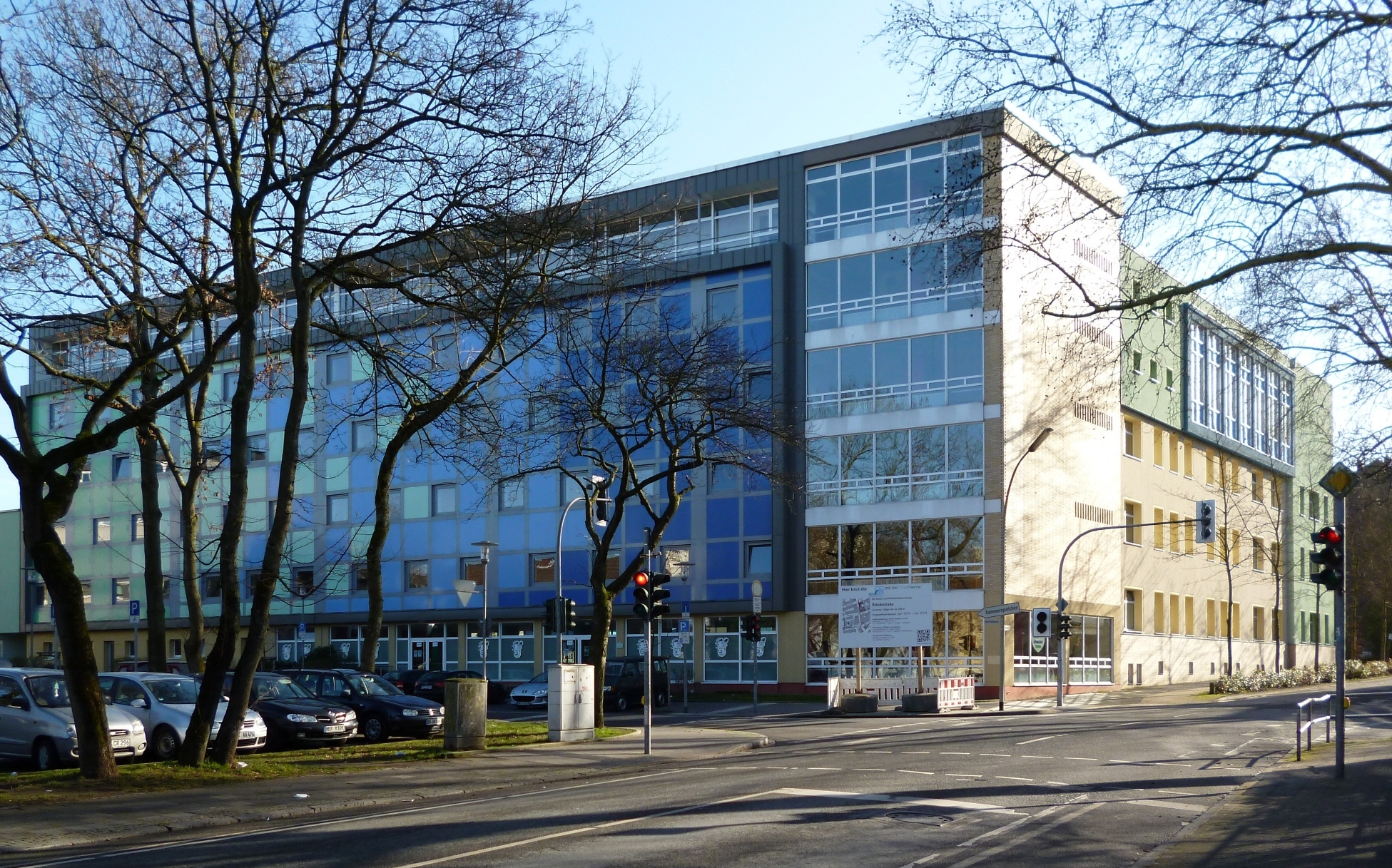
Gymnasium Wanne von der Stöckstrasse gesehen, Februar 2014

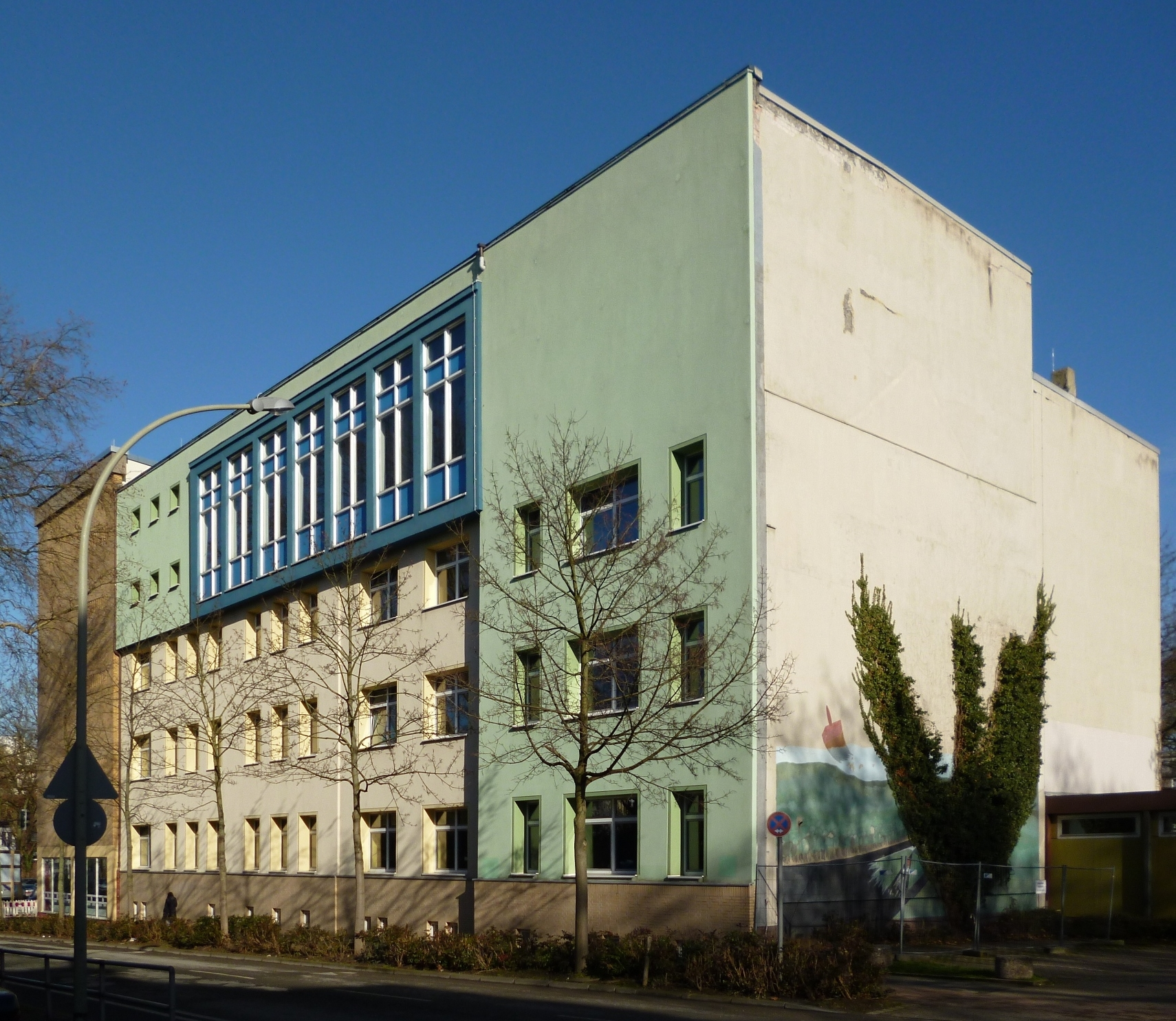
Gymnasium Wanne von der Stöckstrasse gesehen, Februar 2014

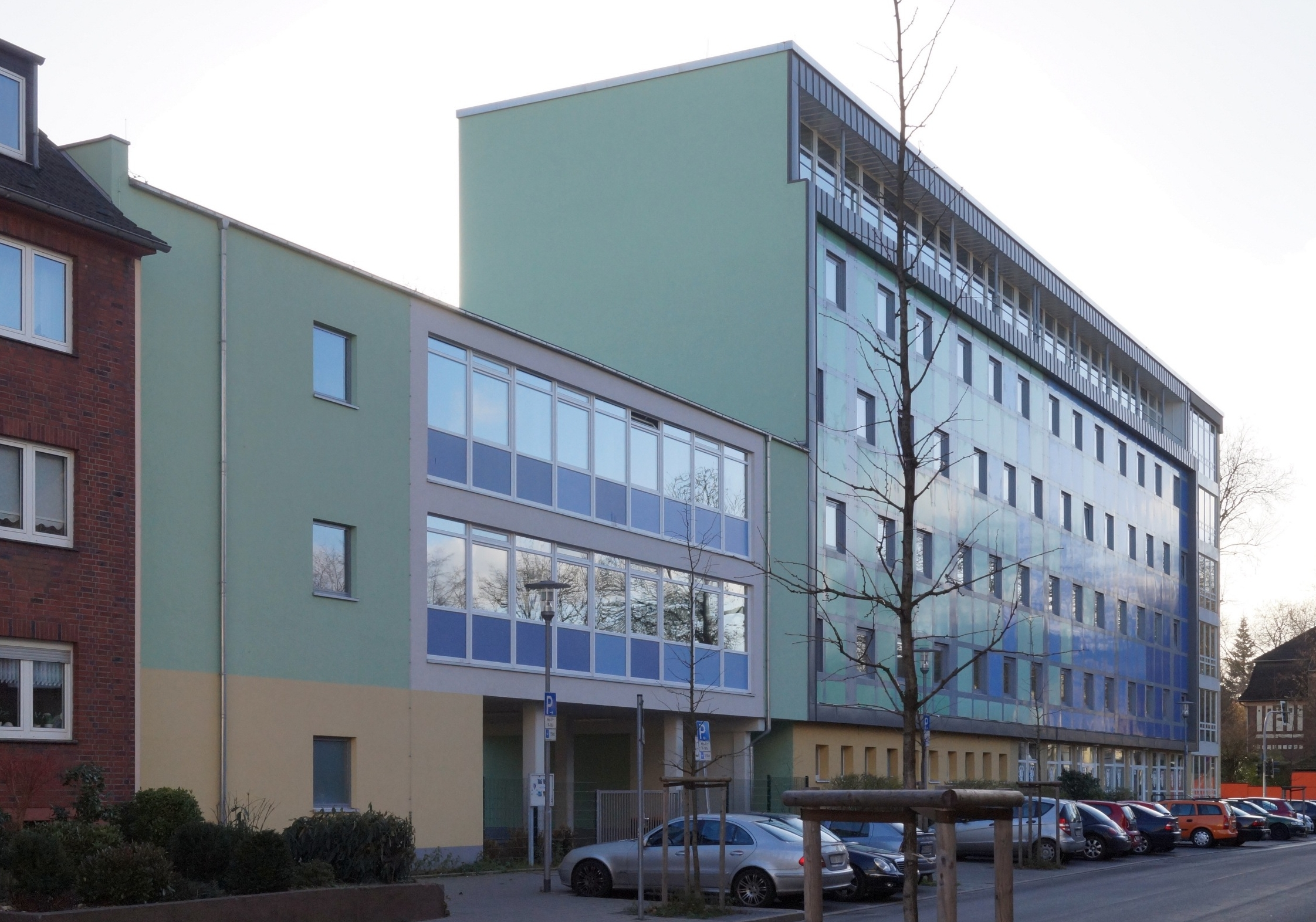
Gymnasium Wanne von der Gerichtsstrasse gesehen, Februar 2014

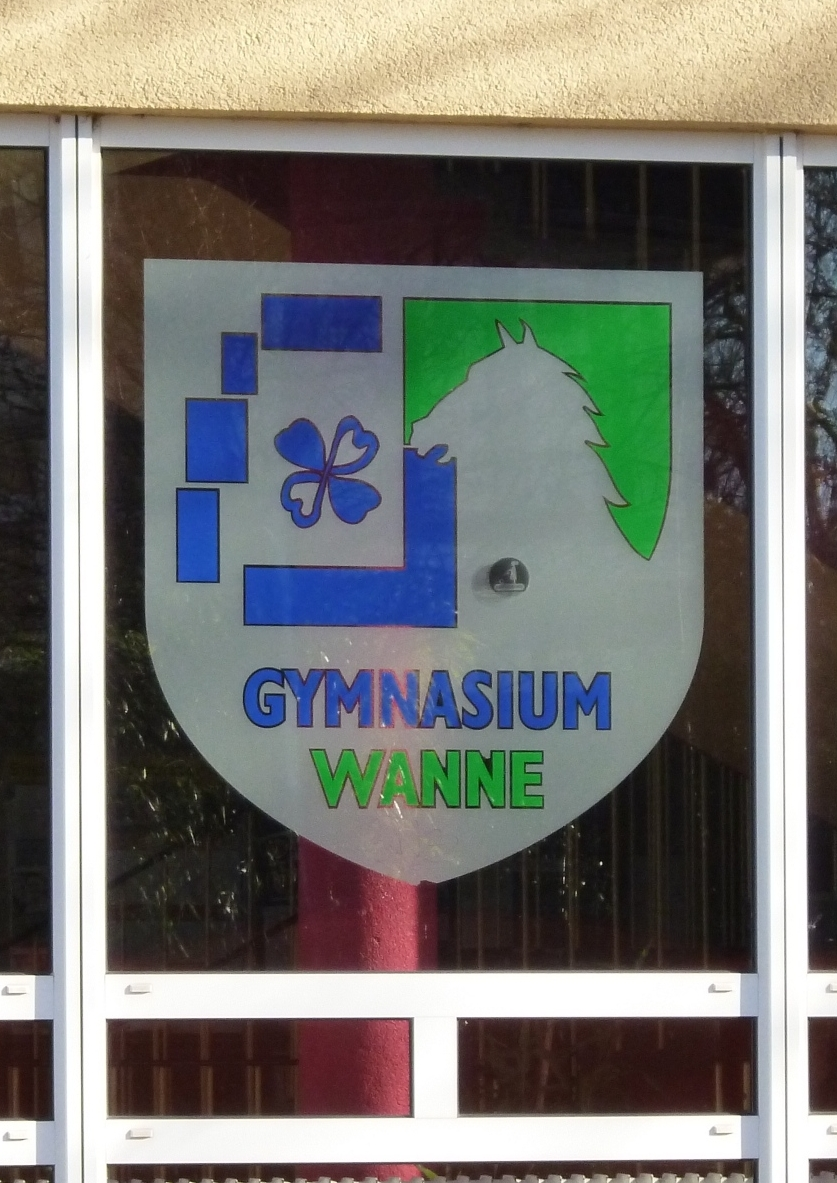
Logo des Gymnasiums Wanne, 2014

Das Gymnasium Wanne in Wanne, einem heutigen Ortsteil der Stadt Herne, war bei seiner Gründung 1907 die erste öffentliche höhere Töchterschule auf dem Gebiet der zeitweiligen Großstadt Wanne-Eickel. Sie blieb bis zur Vereinigung der Städte Wanne-Eickel und Herne zur „neuen“ Stadt Herne im Jahr 1976 das einzige Mädchengymnasium der Ruhrgebietsstadt.

## Geschichte
Das höhere Mädchenschulwesen begann im Bereich der ehemaligen Stadt Wanne-Eickel im Jahr 1883 in Eickel mit der Bildung einer privaten gehobenen Mädchenschule durch den späteren evangelischen Superintendenten Daniels. 1895 nahm dann der evangelische Pfarrer der Kirchengemeinde Bickern, Eduard Hellweg, mit Genehmigung der Königlich Preußischen Regierung in Arnsberg die ersten Mädchen (6) an seine vierklassige höhere Privatknabenschule auf. Rasch setzte ein Anwachsen der Zahl der Schülerinnen ein. 1902 gelang dann an der Rektoratsschule die Bildung einer Fortbildungsklasse für Mädchen, mit besonderer Ausrichtung auf deutsche Literatur, Französisch und Englisch. Zu Ostern 1900 folgte schließlich unter der Leitung des Kaplans Schmidt die Einrichtung einer privaten katholischen höheren Töchterschule in Wanne. An der zweiklassigen Einrichtung wurden zu Beginn 21 Schülerinnen unterrichtet (Schmidt leitete auch die katholische höhere Privatknabenschule Wanne, die 1904 mit der evangelischen höheren Privatknabenschule des Pfarrers Hellweg zum Realgymnasium Eickel für die Ämter Wanne und Eickel vereinigt wurde). Doch schwanken die Zahlen sehr stark und betrugen in der Spitze 48. Da langwierige Verhandlungen zwischen den Ämtern Wanne und Eickel zur Errichtung einer gemeinsamen Bildungsstätte für die weibliche Jugend scheiterten, wurde zu Ostern 1907 die öffentliche „Paritätische höhere Töchterschule“ der Gemeinde Wanne mit vier Klassen gebildet. Ihr erster Leiter, Adolf Bausenbach, war zuvor Rektor an der Städtischen Rektoratsschule Herdecke, unterrichtete aber bereits von 1891 bis 1896 unter Pfarrer Hellweg. Unter dem, aus den Vorgängerinstituten übernommenen Lehrpersonal, war auch die seit dem 1. Oktober 1905 lehrende spätere stellvertretende Schulleiterin Wilhelmine Steltmann (1881–1956). Der Unterricht erfolgte zu Beginn in zwei Klassen im Evangelischen Gemeindehaus der Christuskirche und in einer Schulbaracke auf dem Feuerwehrplatz. Die 85 Schülerinnen setzen sich aus 58 Protestantinnen, 20 Katholikinnen und sieben Jüdinnen zusammen. Das Kuratorium der Anstalt stand unter dem Vorsitz der jeweiligen Amtmänner, bis 1913 Friedrich Winter und danach Friedrich Weiberg. Unter Winter gelang kurz nach Gründung der „Paritätischen“ die Realisierung eines eigenständigen Neubaues (1907/08) an der Stöckstraße 20, der bereits vor dem Ersten Weltkrieg (1913/14) eine umfassende Erweiterung erfuhr. Noch vor Einweihung des Neubaues wurde die Schule zum 30. Juli 1908 direkt der Regierung in Arnsberg unterstellt. Am 4. August 1909 beschloss das Kuratorium den Ausbau der „Paritätischen“, die seit dem 1. Mai 1910 offiziell als Lyzeum firmierte. Mit dem 10, November 1910 konnte dann zwischen den Ämtern Wanne und Eickel eine Vereinbarung über ein enges Verhältnis zu der 1883 gegründeten gehobenen Mädchenschule in Kraft treten. Aus dieser resultierte die Verschmelzung derselben mit dem Lyzeum Wanne zu Ostern 1915. Die Zahl der Schülerinnen entwickelte sich derweil von ca. 140 (in 4 Klassen) im Jahr 1907:10 über 171 (7) 1914 und 424 Schülerinnen 1919 bis auf 448 (15) 1925.
Nachdem zunächst die Preußische Reform vom 21. März 1923 die Lyzeen hinsichtlich ihrer Struktur traf, in dem sie unter anderem ihren siebenstufigen Aufbau dem sechsstufigen höherer Jungenschulen anpassen mussten, erhielt die Wanner Anstalt am 11. Februar 1926 seitens des Preußischen Ministeriums für Wissenschaft, Kunst und Volksbildung die Genehmigung zur Einrichtung einer Obersekunda. Nach deren Aufbau ab Ostern 1926 schlossen zu Ostern 1929 die ersten zehn Abiturientinnen mit der Reifeprüfung ab.:13
Mit der Machtübernahme durch die Nationalsozialisten änderte sich nach 1932 auch die Ausrichtung der Mädchenbildung. Studiendirektor Carl Wigge, der zuvor seit dem 1. Oktober 1913 in fester Anstellung an dem Realgymnasium Eickel unterrichtete, hatte erst zum 1. August 1932 von Karl Rüsewald die Leitung des Oberlyzeums übernommen, wurde aber dann bereits zum 1. Januar 1934 und unter Berufung auf § 5 des Gesetzes zur Wiederherstellung des Berufsbeamtentums in seiner Stellung als Studiendirektor an das staatliche Gymnasium in Dortmund versetzt und dort mit der Übernahme einer Studienratsstelle beauftragt. Rüsewald übernahm vorübergehend nochmals die stellvertretende Leitung, bevor zum 1. Oktober 1934 Albrecht Pfeiffer die Leitung übernahm, nachdem er sechs Monate zuvor nach Wanne wechselte. Es galt nun das Führerprinzip an der Schule. Die Lehrinhalte und Schulliteratur wandelten sich, hin zu Hauswirtschaft und weg vom Studium nach der Reife. Es wurde Kleidung für das Winterhilfswerk der NSV genäht und bereits 1935 konnte Pfeiffer vermelden, das alle Schülerinnen Mitglied des BDM seien, ein Jahr bevor dies Pflicht wurde. Mit dem Verbot der Unterrichtung jüdischer Kinder gemeinsam mit Ariern mussten auch diese die Schule verlassen, zudem wurden verstärkt die Studier- und Berufsmöglichkeiten von Frauen beschränkt.
Mit der Umsetzung einer Schulreorganisation wurde das Lyzeum dann 1938 in „Städtische Oberschule für Mädchen“ umbenannt, doch beeinträchtigten die zahlreichen während der NS-Zeit über den BDM bzw. dessen Untergruppierung Jungmädelbund stattfindenden bzw. organisierten außerschulischen Aktivitäten zunehmend das schulische Eigenleben. Mit der Zunahme der Luftangriffe Alliierter Bomberverbände während des Zweiten Weltkriegs auf das Ruhrgebiet musste der Schulbetrieb in Wanne eingestellt werden. Die Evakuierung führte die Schülerinnen im April 1941 zunächst nach Piešťany in der Slowakei von dort im August 1943 mit 282 Schülerinnen zuzüglich 180 Familienangehörigen und neun Lehrern nach Reichenberg im Sudetenland und schließlich am 3. März 1945 in die Oberpfalz (Schloss Fuchsmühl und Waldsassen) bevor mit Kriegsende im Juni 1945 die Rückkehr möglich war.:14 Der Unterricht konnte dann im Februar 1946 wieder aufgenommen werden und im Herbst desselben Jahres legten die ersten Kriegsabiturientinnen die Reifeprüfung ab. Von 1946 bis 1949 gestaltete sich der Unterricht beengt und ungewohnt in Gemeinschaft mit dem Jungengymnasium Eickel.:15 1950 erfolgte dann die Umbenennung in „Städtisches Neusprachliches Mädchengymnasium Wanne-Eickel“. Der 1952 neu geschaffene Zweig „Frauenoberschule“ (Klasse 7 bis 10) wurde 1966 in „Gymnasium für Frauenbildung“ umbenannt, schließlich aber 1971 aufgelöst zu Gunsten des Aufbaues eines „Sozialwissenschaftliches Gymnasium“ (Klasse 11 bis 13). 1975 bis 1977 firmierte die Lehranstalt dann unter „Städtisches Gymnasium an der Gerichtsstraße“, seitdem als „Gymnasium Wanne“. Der gemeinsame Unterricht von Mädchen und Jungen besteht seit 1976.
Als eine von 30 Schulen mit Ganztagsbetrieb nimmt das Gymnasium Wanne von 2010 bis 2016 an dem durch die Stiftung Mercator, das Institut für Schulentwicklungsforschung der TU Dortmund und das Ministerium für Schule und Weiterbildung des Landes Nordrhein-Westfalen initiierte sechsjährige Projekt „Ganz-In“ teil. In diesem wird jeweils ein fünfter Jahrgang bis zum Eintritt in die Oberstufe begleitet und zweimal jährlich der Entwicklungsstand abgefragt. Seit 2020 gehört das Gymnasium Wanne zu den Talentschulen mit dem Profil „kulturelle Bildung“ und legt einen besonderen Wert auf die Förderung von Kreativität, Sozialkompetenz und Sprachbildung.

### Entwicklung der Schülerzahlen
Die Zahl der Schülerinnen entwickelte sich nach der Zusammenlegung der Ämter Wanne und Eickel im Jahr 1926 zur Stadt Wanne-Eickel zunächst positiv und erreichte 1929 mit 476 ihr Vorkriegshoch.:37 Sie fiel aber dann, in Teilen möglicherweise bedingt durch die Weltwirtschaftskrise 1931:38 sicher aber auch die unter dem Nationalsozialismus veränderten gesellschaftlichen Rahmenbedingungen in der Ausbildung von Mädchen und jungen Frauen, bis 1937 auf 272. Zum 50-jährigen Jubiläum der Schule im Jahr 1957 verzeichnete sie 369 Schülerinnen. Lediglich 5,7 % (21) kamen von außerhalb, doch waren 18,4 % Flüchtlingskinder (68) und 14 % der Mädchen ohne Vater (52; verstorben, vermisst oder gefallen); 219 waren evangelisch, 148 katholisch und nur zwei gehörten anderen Religionen an.:38
| Daten                       | 1907    | 1914 | 1919 | 1925 | 1926 | 1929 | 1931 | 1936 | 1937 | 1941 | 1946 | 1950 | 1957 | 1965 | 1968 | 1969 | 1970 |
| --------------------------- | ------- | ---- | ---- | ---- | ---- | ---- | ---- | ---- | ---- | ---- | ---- | ---- | ---- | ---- | ---- | ---- | ---- |
| Anzahl Schülerinnen         | ca. 140 | 171  | 428  | 448  | 452  | 476  | 398  | 300  | 272  | 285  | 394  | 397  | 369  | 422  | 710  | 732  | 722  |
| Anzahl weibliche Lehrkräfte | 4       |      |      |      | 15   |      | 12   | 9    |      | 13   | 6    | 15   |      | 22   | 33   | 32   | 35   |
| Anzahl männliche Lehrkräfte | 2       |      |      |      | 7    |      | 7    | 7    |      | 5    | 3    | 7    |      | 6    | 33   | 32   | 35   |
| Anzahl der Klassen          | 4       | 7    |      | 15   | 15   |      | 12   | 10   |      | 10   | 9    | 14   |      | 15   |      |      |      |

### Schulleiter
- 1907–1932: Adolf Bausenbach[16] (* 2. Februar 1870 in Karlsthal (Lindlar); † 17. November 1950 in Bad Salzuflen)[17][18][19]
- 1914/15–1918: Adolf Herting[16] (* 12. Juli 1859 in Schleswig; 1884 Dr. phil., 1906 Charakter als Professor, als Kriegsvertretung für die eingezogenen Schulleiter des Lyzeums in Wanne und des Realgymnasiums in Eickel[20])[21]
- 1932:–9999 Karl Rüsewald (kommissarisch wegen Vakanz der Schulleiterstelle)[22]
- 1932–1933: Carl Wigge (* 11. Juli 1885 in Neheim; zum 1. Januar 1934 als politisch missliebig nach Dortmund zwangsversetzt; † 7. September 1964 in Neheim-Hüsten)[23][24][25]
- 1934:–9999 Karl Rüsewald (kommissarisch wegen Vakanz der Schulleiterstelle)[26]
- 1934–1945[27]: Albrecht Pfeiffer[16] (* 1. September 1890 in Borgholzhausen; im Dezember 1940 zum Kriegsdienst einberufen; † 23. November 1971 in Unna)[28][29][30]
- 1940–1941: Friedrich Nies[16] als Kriegsvertretung des eingezogenen Schulleiters[31](* 2. Juli 1890 in Massen; im Dezember 1941 zum Kriegsdienst einberufen; † 2. Oktober 1955 in Schönecken/Eifel[32])[33][34]
- 1941–1945: Wilhelmine Steltmann (als Kriegsvertretung des eingezogenen Schulleiters)[35][36][37][38]
- 1946–1949: Wilhelm Schaefer[16] (* 11. Januar 1885 in Wanne; † 13. März 1972 in Wanne-Eickel[39])[40][41][42]
- 1949–1956: Annemarie Fielitz[16] (* 1. November 1892 in Vellahn; † 12. März 1985 in Recklinghausen)[43][44]
- 1956–1957: Baptist Scherer[16] (* 22. April 1904; † 22. Januar 1978 in Herne[45])[46]
- 1957–1968: Karl Möllenhoff (* 11. Mai 1904 in Dortmund; † 15. April 1994 in Bad Oeynhausen)[47][48]
- 1968–1969: Ferdinand Ostwald (kommissarisch wegen Vakanz der Schulleiterstelle; * 25. November 1922 in Bochum; † 24. Oktober 2012 in Recklinghausen)[49]
- 1969–1981: Dorothea Mann, geb. Schulteß (* 21. Februar 1924 in Danzig; † 19. November 1997 in Herne)[50]
- 1981–1982: Ferdinand Ostwald (kommissarisch wegen Vakanz der Schulleiterstelle)
- 1982–2001: Friedrich-Wilhelm Binsfeld (* 25. März 1941 in Gelsenkirchen)[51]
- 2001–2016: Horst Ludwig Schuh (* 20. März 1953 in Raunheim/Main; † 7. August 2018 in Witten)[52]; 2001/02 kommissarisch wegen Vakanz der Schulleiterstelle[53][54]
- seit 2016:– Heike Bennet (* 4. Juli 1960[55])

## Schulgebäude
Am 10. Juni 1907, nur wenige Wochen nach der Errichtung der „Paritätischen höheren Mädchenschule“ in der damaligen Gemeinde Wanne konnte auch die Grundsteinlegung für das erste eigene Schulgebäude begangen werden. Gut 15 Monate darauf fand am 29. September 1908 unter großer Anteilnahme der Elternschaft die Einweihung des unter der Regie des Bauamtes Wanne errichteten Schulgebäudes statt. Der dreigeschossige Bau (Reformarchitektur) hatte seinen Haupteingang am Schnitt der Gerichts- zur Stöckstraße. Angrenzend zu dem Haupttrakt schloss zur Gerichtsstraße der Turnhalle nebst Aula aufnehmende Abschnitt an. Diesem vorgelagert das eingeschossige Hausmeisterhäuschen und eine Toilettenanlage.
Auf dem ca. drei Morgen großen Schulgelände musste im Vorgriff auf die zu Ostern 1915 nach längeren Verhandlungen umgesetzte Verschmelzung mit der Eickeler „Privaten gehobenen Mädchenschule“ bereits nach wenigen Jahren ein Erweiterungstrakt in Angriff genommen werden, der 1913/14 durch einen Anbau entlang der Stöckstraße erfolgte. Nach der Rückkehr aus der kriegsbedingten Evakuierung fanden die Schülerinnen und Lehrer im Juni 1945 die Klassenräume und Amtszimmer der vergleichsweise gering beschädigten Lehranstalt durch städtische Dienststellen zweckentfremdet vor; Turnhalle und Aula waren verwüstet.:15 Hinzu kam, das die Schüler des Jungengymnasiums Eickel bis 1949 wegen der starken Kriegsschäden an ihrer Schule aufgenommen werden mussten:16 und von 1946 bis 1947 auch das Stadtarchiv seine Depositen in den Räumen des Mädchengymnasiums unterbrachte. Da diese in diesem Zeitraum frei zugänglich waren erlitten sie durch Verwendung als Brandmaterial größere Verluste. Während die Aula bis zum Sommer 1953 wiederhergestellt werden konnte, erfolgte im Schuljahr eine vollständige Überholung des Gebäudeinnern und die Neugestaltung des Schulhofes.:16 Für den Sommer 1956 war dann ein weitergehender Umbau nebst Erweiterung vorgesehen,:17 der dann aber erst 1960 mit dem Teilabbruch des Gebäudetraktes an der Gerichtsstraße (Aula, Turnhalle und Hausmeisterhaus) eingeleitet wurde. Bis 1962 erfolgte ein Neubau des Klassentraktes an der Gerichtsstraße, sowie einer Turn- und Gymnastikhalle (Lage) im Bereich des bisherigen Schulhofs und der Umbau des Flügels an der Stöckstraße zu einem Fachraum- und Verwaltungstrakt. Dabei wurde auf diesen dreigeschossigen Trakt eine Aula aufgesetzt. In den Jahren 2009 bis 2011 gelang es dann die Renovierung der Turnhalle und der naturwissenschaftlichen Räume zu realisieren sowie Sanierungsmaßnahmen (Fenster und Fassade) durchzuführen.
Der 2010/11 nach einer Planung und Baubetreuung des Architekturbüros Andreas Bodem aus Coesfeld (Petra Stein, Uwe Morsbach und Andreas Bodem) erstellte Neubau zum Gebundenen Ganztag (Mensa) unter der Bauherrenschaft der Stadt Herne nahm im Jahr 2013 als Wettbewerbsteilnehmer an der Vergabe des „Schulbaupreises 2013“ teil.
Der in den frühen 1920er Jahren im Innenhof aufgestellte Schillerbrunnen ist nicht erhalten.

## Ehemalige
- Dagmar Schmidt, deutsche Politikerin (SPD)[60]
- Ina Spanier-Oppermann (1972–1981)[61], Landtagsabgeordnete in Nordrhein-Westfalen